# Alexei Jewgenjewitsch Gutor

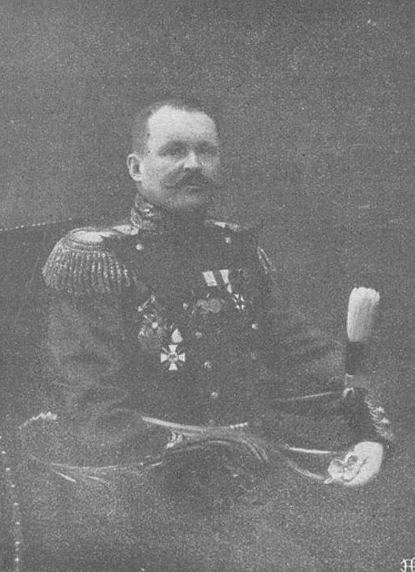
Alexei Gutor

Alexei Jewgenjewitsch Gutor (russisch Алексей Евгеньевич Гутор; wissenschaftliche Transliteration Aleksej Evgen'evič Gutor, * 30. Augustjul. / 11. September 1868greg. in Woronesch; † 13. August 1938 in Moskau) war ein kaiserlich russischer Offizier, zuletzt Generalleutnant, der als hoher Befehlshaber im Ersten Weltkrieg diente und anschließend am Aufbau der Roten Armee beteiligt war.

## Leben
Gutor wurde als Sohn des Generals Jewgeni Simonowitsch Gutor in eine adlige Familie geboren und bis 1886 in einem Kadettenkorps in Moskau erzogen. Er schloss 1889 die Michael-Artillerieschule in Sankt Petersburg ab und kam anschließend als Podporutschik zur 3. Leibgarde-Artilleriebrigade. 1895 beendete er die Ausbildung an der Nikolaus-Akademie des Generalstabs und wurde als Stabskapitän dem Moskauer Militärbezirk zugeteilt. Von 1897 bis 1900 diente er im Stab des Grenadierkorps. Anschließend unterrichtete er an einer Moskauer Militärschule Militärwissenschaften. Es folgten Verwendungen als Stabsoffizier beim XII. Armeekorps und beim Hauptquartier des Kiewer Militärbezirks. Am Russisch-Japanischen Krieg von 1904/05 nahm er als Chef des Stabes der 9. Schützendivision teil und wurde verwundet. Als Oberst übernahm er anschließend bis 1910 das 121. Pensaer Schützenregiment. Es folgte die Beförderung zum Generalmajor und die Ernennung zum Kommandeur des Moskauer Leibgarderegiments.
Im Frühjahr 1913 wurde Gutor Chef des Stabes des Kasaner Militärbezirks, aus dessen Stab bei der Mobilmachung 1914 das Oberkommando der 4. Armee hervorging. Er diente auf dem Posten des Stabschefs unter Anton von Saltza und Alexei Ewert bis zum April 1915, als er den Befehl über die 34. Schützendivision erhielt. Zum Jahreswechsel 1914/15 war er zum Generalleutnant befördert worden. Im März 1916 übernahm er das VI. Armeekorps, das im Rahmen der 11. Armee der Südwestfront unter anderem bei der Brussilow-Offensive von 1916 eingesetzt wurde. Nach der Februarrevolution 1917 wurde ihm zunächst der Befehl über die 11. Armee übertragen und bereits nach einem Monat der über die gesamte Südwestfront. Nach dem Fehlschlag der Kerenski-Offensive im Juli 1917 wurde er durch Lawr Kornilow abgelöst und zur Verfügung des Oberkommandos gestellt, später in die Reserve versetzt.
Im August 1918, während des Bürgerkriegs, stellte er sich der Roten Armee zur Verfügung. Er wurde zum Vorsitzenden der Statutenkommission ernannt, führte militärwissenschaftliche Kurse durch und beriet das Oberkommando aller Streitkräfte der Republik. Im Sommer 1920 wurde er als Berater zum Oberkommando in Sibirien versetzt, aber bereits nach kurzer Zeit in Omsk wegen Anschuldigungen konterrevolutionärer Tätigkeit verhaftet und ins Moskauer Butyrka-Gefängnis verbracht. Sein Fall wurde im November 1922 vom Präsidium der GPU wegen Mangels an Beweisen für geschlossen erklärt und Gutor aus der Haft entlassen. Er wurde in der Folge Professor für Strategie und Taktik an der Militärakademie der Roten Armee. Im Januar 1931 wurde er aus dem Dienst entlassen, wurde 1938 als Volksfeind verhaftet und anschließend erschossen.